# Callithrix kuhlii
El tití de orejas negras o sagüi (Callithrix kuhlli) es un primate platirrino de la familia Callitrichidae.

## Características
Es de tamaño relativamente pequeño, alcanza un peso de 350 a 400 gramos. Su pelaje es principalmente gris oscuro o negro. La cabeza es de color gris, la cara de color blanco y las orejas están rodeadas por mechones de pelo negros.

## Distribución
Se encuentra en gran parte del territorio brasilero. Su hábitat son los bosques atlánticos costeros.

## Vida y nutrición
Es diurno y pasa la noche en árboles huecos y plantas del follaje. Viven en grupos de siete individuos. Al igual que todos los titíes se alimenta de frutos, insectos y huevos de aves.

## Reproducción
La gestación dura 4 meses y medio de los cuales nacen tres bebés. Los cachorros son muy grandes equivalen a un 25% el peso de la madre. Son después del tití de Geoffroy (Callithrix geoffroyii) los más reproducidos en cautividad.